# Bourbourg
Bourbourg település Franciaországban, Nord megyében. Lakosainak száma 6958 fő (2022. január 1.). Bourbourg Sainte-Marie-Kerque, Saint-Georges-sur-l’Aa, Saint-Pierre-Brouck, Saint-Folquin, Brouckerque, Cappelle-Brouck, Craywick és Looberghe községekkel határos.

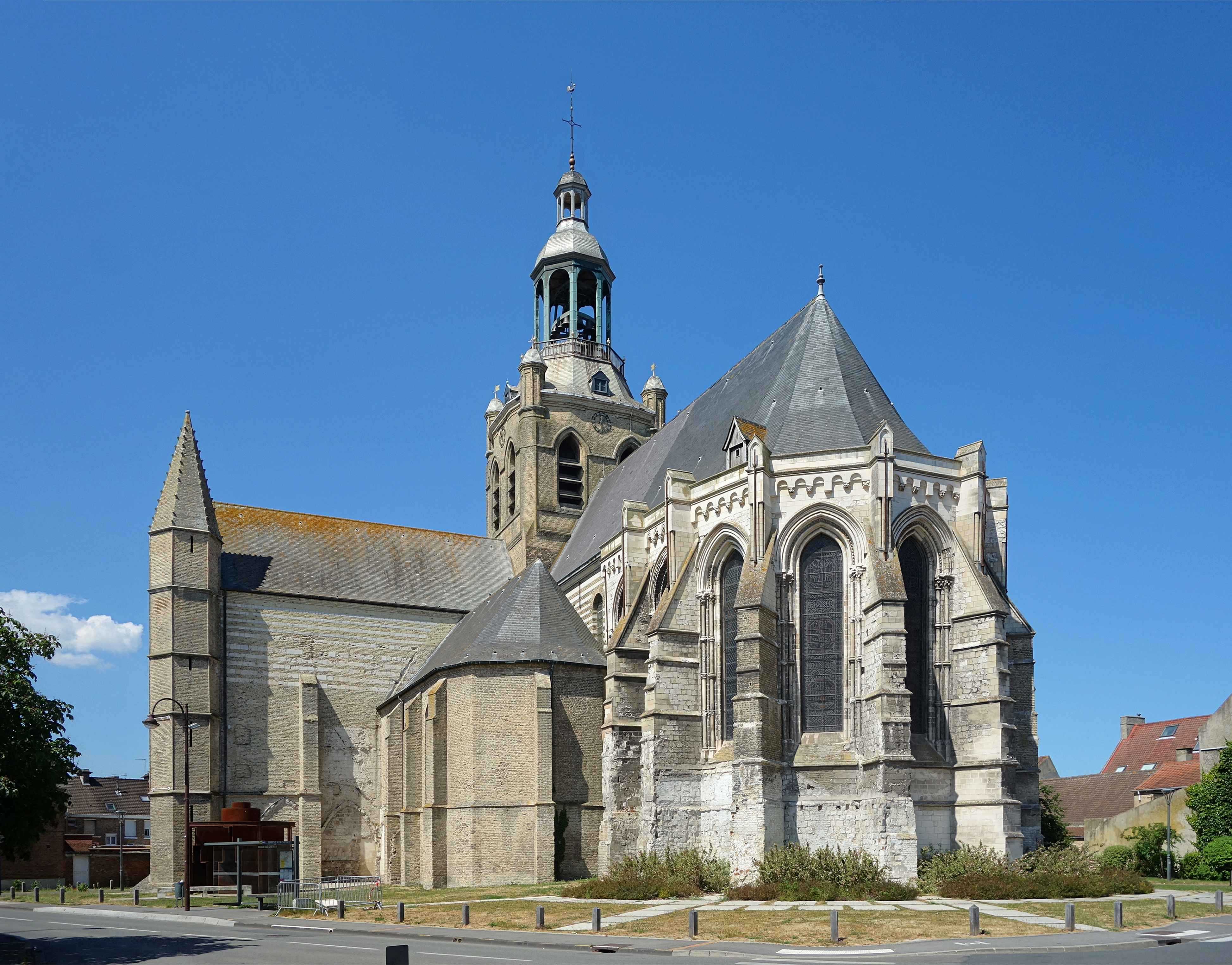
Saint-Jean-Baptiste-templom

## Története
Bourbourg nevét 1035-ben említették először, de a település valószínűleg régebbi. A város legrégebbi része közvetlenül a plébániatemplomtól délnyugatra található, a város valószínűleg a normannok elleni flamand védelmi vonal része volt.
A Saint-Jean-Baptiste-templomot Burgundiai Klementia, Flandria grófnője alapította 1100-ban, valamint az ő  idejéből való alapítás a várostól délre egy bencés kolostor, (Szent Mária apátság) is, amelyet férje, II Róbert jeruzsálemi apát alapított. Egy idő után ebben a kolostorban szokássá vált, hogy csak nemesi származású apácák léphettek be, ezért kapta a "nemes hölgyek apátsága" nevet. 1104-ben a várost erődítménynek nevezték el, és az azonos nevű castellánus tartomány központjává vált. A tartomány 1071-ben mintegy 12 700 hektár volt, és 10 falut foglalt magába az Északi-tenger, az Aa folyó és a Lemonades-Loon vonal közötti háromszögben.
Bourbourg fontos szerepet játszott a normannok elleni háborúkban, majd később a százéves háborúban is. Az 1375-ös fegyverszünetet követően Bourbourg francia kézre került, és ebben a minőségében vitte végig Flandria hanyatlását. 1382-ben a város csapatai a francia hódítók oldalán harcoltak a westrozebekei csatában. A következő évben az angolok elfoglalták a várost, mielőtt a franciák visszaverték volna.
Ettől kezdve a 17. századig Bourbourg a gazdasági és kulturális virágzás időszakát élte át, és 1458-ban a város engedélyt kapott heti és éves piacok tartására. Ez a virágzás egészen a francia-spanyol háborúkig tartott, amikor a város a frontvonalban volt, és többször cserélődött a megszálló erők között.

## Nevezetességek
A városban számos történelmi emlékhely is található:
- Az egykori börtön épülete: Az eredetileg 1539-ben, a spanyol uralom alatt épült háromszintes, 18. századi börtönépület a főtéren több tömlöcöt és páncéltermet foglal magába. A bejárati ajtó fölött egy napóra látható a Qua hora non-putatis mottóval, amely a Biblia egyik versének, a Lukács 12:40-nek a része: Et vos estote parati quia qua hora non-putatis Filius hominis venit ("Legyetek hát ti is készen: mert amely órában nem gondoljátok, hogy eljön az emberfia.").
- Gótikus templom (Eglise Saint-Jean-Baptiste): A templom egyes részei a XIII. századból származnak, kórusában Anthony Caro hatalmas installációja, a "Fény kápolnája" látható;
- Régi halpiac (halle au poisson), ahol hetente kétszer friss halat árulnak.
- Manoir du Withof: XVI. századi erődített parasztház.
- régi városfalak:A várost átszelő a Dunkerque-től az Aa folyóig tartó csatorna mentén, amelyeket II. Fülöp spanyol király építtetett Flandria határvédelmének részeként. A régió csatornáin és vízi útjain túrázó kedvtelési célú hajósok számára egy új hajóállomás-kikötő nyújt lehetőséget a megállásra. A 18. századi csatorna egykor fontos volt a mezőgazdasági termékek Dunkerque-be történő szállításában, elkerülve az Északi-tenger partvidékének veszélyeit.

## Itt születtek, itt éltek
- Charles Étienne Brasseur de Bourbourg (1814-1874) író, néprajzkutató, történész és régész, aki a mezoamerikai történelemre specializálódott.

## Népesség
A település népességének változása:
| Lakosok száma | 7064 | 7090 | 7168 | 7097 | 7171 | 7152 | 7087 | 7023 | 6958 |
|               | 2013 | 2015 | 2016 | 2017 | 2018 | 2019 | 2020 | 2021 | 2022 |